# Herb gminy Wiżajny
Herb gminy Wiżajny – jeden z symboli gminy Wiżajny, ustanowiony 28 maja 2015.

## Wygląd i symbolika
Herb przedstawia na tarczy w polu czerwonym orła białego przepasanego pasem złotym w lewo ukośnym. Jest to historyczny symbol miasta Wiżajny.

## Historia
Wiżajny otrzymały prawa miejskie około roku 1570, lecz dokładna data nie jest znana. 11 maja 1693 r. Jan III Sobieski potwierdził prawa miejskie. Kolejnego potwierdzenia dokonał 14 lutego 1792 r. Stanisław August Poniatowski. W 1870 r. Wiżajny utraciły prawa miejskie. W dokumentach potwierdzających prawa miejskie zachowały się opisy herbu miasta Wiżajny, które brzmią następująco:
Przywilej Jana III Sobieskiego: „Na dowód tegoż prawa magdeburskiego ozdoby i pomnożenia jego, pieczęć miejska miłościwie naznaczywszy i nadawszy, w tymże liście naszym, wszystkim wobec mieszczanom naszym wiżańskim miłościwie od nas danym, taką pieczęć i herb za największy klejnot dla tym doskonalszego świadectwa jaśniejszego dokumentu wyrazić rozkazaliśmy: orła białego w czerwonym polu, złotym pasmem przepasanego, dokoła inscriptia: Sigillum Civitatis Wizanensis."
Przywilej Stanisława Augusta Poniatowskiego: „Onemu herb taki, jaki z dawna mieli nadajemy, jak się tu odmalowany widzieć daje, to jest orła białego w czerwonym polu złotym pasem przepasanego, którego to herbu na pieczęciach i wszelkich oznakach temuż miastu używać pozwalamy"